# Coupe du monde de boxe amateur 2005
La 1re coupe du monde de boxe amateur  s'est déroulée du 12 au 17 juillet 2005 à Moscou, Russie, sous l'égide de l'AIBA (Association Internationale de Boxe Amateur).

## Phases éliminatoires

### Groupe 1
Résultats
| Pays     | Pays      | Score |
| Cuba     | Roumanie  | 11–0  |
| Cuba     | Thaïlande | 10–1  |
| Roumanie | Thaïlande | 6–5   |

Classement
| Pays      | Victoire(s) | Défaite(s) |
| Cuba      | 2           | 0          |
| Roumanie  | 1           | 1          |
| Thaïlande | 0           | 2          |

### Groupe 2
Résultats
| Pays        | Pays        | Score |
| Russie      | Biélorussie | 11–0  |
| Russie      | États-Unis  | 11–0  |
| Biélorussie | États-Unis  | 6–5   |

Classement
| Pays        | Victoire(s) | Défaite(s) |
| Russie      | 2           | 0          |
| Biélorussie | 1           | 1          |
| États-Unis  | 0           | 2          |

### Groupe 3
Résultats
| Pays       | Pays    | Score |
| Kazakhstan | Géorgie | 9–2   |
| Kazakhstan | Afrique | 11–0  |
| Géorgie    | Afrique | 5–5   |

1. ↑  L’Afrique est battue aux points

Classement
| Pays       | Victoire(s) | Défaite(s) |
| Kazakhstan | 2           | 0          |
| Géorgie    | 1           | 1          |
| Afrique    | 0           | 2          |

### Groupe 4
Résultats
| Pays        | Pays         | Score |
| Azerbaïdjan | Ukraine      | 6–5   |
| Azerbaïdjan | Corée du Sud | 7–4   |
| Ukraine     | Corée du Sud | 7–4   |

Classement
| Pays         | Victoire(s) | Défaite(s) |
| Azerbaïdjan  | 2           | 0          |
| Ukraine      | 1           | 1          |
| Corée du Sud | 0           | 2          |

## Demi-finales
| Pays   | Pays        | Score |
| Russie | Azerbaïdjan | 11–0  |
| Cuba   | Kazakhstan  | 6–5   |

## Finale
| Pays   | Pays | Score |
| Russie | Cuba | 7–4   |